# Lorenzo Bernardi
Lorenzo Bernardi, född 11 augusti 1968 i Trento, är en italiensk volleybolltränare och tidigare -spelare. Bernardi blev olympisk silvermedaljör i volleyboll vid sommarspelen 1996 i Atlanta.